# Project Pop
Project Pop – indonezyjski zespół grający muzykę komediową. Został założony w 1996 roku w Bandungu.
Pierwotnie w skład formacji weszło siedem osób: Muhammad Fachroni (Oon), Gumilar Nurochman (Gugum), Wahyu Rudi Astadi (Odie), Kartika Rachel Panggabean (Tika), Djoni Permato (Udjo), Hermann Josis Mokalu (Yosi), Hilman Mutasi (Hilman). W 2000 r. Hilman podjął decyzję o opuszczeniu grupy.
13 stycznia 2017 r. jeden z członków zespołu – Oon – zmarł na skutek powikłań cukrzycy. Od tej pory w zespole działa pięciu członków.
Swój debiutancki album zatytułowany Lumpia Vs Bakpia wydali w 1996 roku. W 2000 r. wyszedł kolejny album grupy pt. Tu Wa Ga Pat.

## Dyskografia
- 1996: Lumpia Vs Bakpia
- 2000: Tu Wa Ga Pat
- 2001: Bli Dong Plis
- 2003: Pop OK
- 2005: Pop Circus
- 2007: Six-A-Six
- 2008: Top of the Pop
- 2009: You Got
- 2013: Move On